# Ма Юань
Ма Юань (*1160 — †1225) — один з визначних китайських художників часів династії Південна Сун.

## Життєпис
Походив з родини спадкових художників. Народився у сучасному повіті Юнцзісянь провінції Шаньсі. Про молоді роки мало відомстей. Придворними живописцями, дослужився до чину дайчжао («очікує імператорських вказівок») в Академії живопису. Усі життя провів в імператорському почті. Помер у 1225 році у Кайфені.

## Творчість
Найкращий твір Ма Юаня — сувій «Танці і пісні», інший варіант перекладу назви — «Пісні на честь врожаю». Присвячений китайському Новому року — Свята весни (Чунь-цзе). Відтворює величний пейзаж з порослими сосновим лісом гірськими піками специфічної форми, які наче впираються в небесні понад хмари, гублячись у хмарах. Масштабний контраст між розмірами людських фігур і пейзажу, гротескність сцен селянських веселощів, спокійна велич природи — виступають усвідомленими художніми прийомами, що дозволили майстру підкреслити безособову владу світобудови у перших проявах наступаючої весни і божественну красу природи, що прокидається. Хоча виконаний Ма Юанем ландшафт справляє враження «казкового» пейзажу, стовпоподібні піки мають реальний прототип (наприклад, в формах гір знаменитого масиву Хуаншань, провінція Аньхой). Вони про те, що Ма Юань міг у цьому випадку використовувати не тільки традиційний мистецький досвід і власну уяву, але також й справді побачені ним картини природи.
Поступово все більш важливу роль в його творчості стали відігравати зображення знайомих художнику місць. Разом з тим, помітний зростаючий вплив на Ма Юаня «південної» пейзажної школи і безпосередньо «туманно-хмарного стилю» Мі Фу і Мі Юженя, що особливо помітно у горизонтальному сувої «Сніг». У ньому сліди пензля займають малу частину художнього простору, в ескізній техніці малюючи берег із самотніми соснами й рибальський човен на передньому плані лівої частині сувою, зберігає майже порожньою решту поверхні шовку, на якій легкими розмивами передана туманна димка та верхівки засніжених гір, що з неї виникають.
«Пустотність» як художній прийом — «пасивний» засіб зображення простору, ще більш повно обігрується у горизонтальному сувої «Самотній рибалка на замерзлій річці», де зображено тільки човен із рибалкою, що сидить на кормі, на тлі ледь помітних розмивів.
Хоча художня індивідуальність Ма Юаня дозволяла йому продуктивно обігравати можливості «туманно-хмарного стилю», поступово в його творчості утвердилися інша композиційна схема та певний набір сюжетів й образів, що зводиться здебільшого до зображень гори, сосен, що нависли над урвищем, водного простору, туманних далечінь та пониклих над водою гілок верби.
Подальший розвиток в його живопису отримав також і сюжет «милування природою», випробуваний Лі Таном. Акцентуючи настрій відокремленості споглядальника, Ма Юань замінює пару друзів, типову для картин Лі Тана, одиничною чоловічою фігурою, показаною у товаристві другорядного персонажу, найчастіше хлопчика-слуги. Одночасно художник звужує роль живопису як такого, звільняючи простір, завдяки чому пейзаж перетворюється на камерну композицію з декількох виразних деталей, й наполегливо застосовує асиметричну діагональну побудову сцени, посилюючи роль фону і середовища. За допомогою цих прийомів і м'якою, приглушеною колористичної гами Ма Юань домагається враження просторовості, легкості і ліричності картин. До числа найбільш відомих його творів, виконаних у такій манері, відносяться вертикальний сувій «Місячна ніч» і альбомний аркуш «Весняна прогулянка по гірській стежці», інший варіант перекладу назви — «Прогулянка по шляху навесні».
Художній потенціал Ма Юаня, проявився у творах жанру «квіти і птахи» — хуа-няо (华 鸟, «живопис й зображення квітів і птахів») — «класичних» композиціях, що зводяться до зображень окремих рослин, наприклад — тонко виписаної квітучої гілки абрикосового дерева в альбомному аркуші «Безсмертний абрикос, що спирається на хмари». Про це свідчать також замальовки, що використовують елементи ландшафту як фон, зразком яких виступає сувій «Дика слива, камені, струмок і качки». Художній простір цього сувою, подібно пейзажним картинам, підпорядковується діагональному побудови.
Ма Юань досконало володів мальовничою технікою, вільно змішував різні прийоми, використовуючи прозорі розмивання та крапельний спосіб нанесення туші, а також лінеарний малюнок, що утримує усе багатство каліграфічної лінії. Художник використовував палену туш у живопису скель й дерев, зображуючи гілки і листя «стислим» пензлем, а для передачі фактури гірських порід застосовував спеціальні штрихи, що наносяться розведеною тушшю. Малюючи одяг людей в альбомних аркушах і невеликих свитках, він користувався чіткими лініями «подібним мишачим хвостам». Еталонним для китайського живопису вважається його спосіб зображення сосни — шоуін жу цюйте, тобто «тонке, але енергійне письмо, немов вигнутий залізний дріт», що дозволяє показати сосни з жорсткими, ніби металевими голками. В цьому випадку Ма Юань обходився пензлем з обрізаним кінцем. Його манера передачі стовбурів та гілок дерев, теж отримала спеціальну назву секе-яньдянь «система зігнутих стовбурів та гілок».
Поєднання цих оригінальних і віртуозних технік ввело Ма Юаня у коло засновників особливого живописно-каліграфічного напрямку — Шуйму-цанцзін-пай, тобто «школа чітко-кремезного почерку».

## Родина
- син Ма Лінь